# Zemljanik (parroquia)
Zemljanik (en latín: supam Zemlenyk) fue una región histórica que surgió en la Edad Media como una unidad administrativa separada dentro del Banato de Bosnia. Comprendía una parte del territorio entre los ríos Vrbas al este, Sana al oeste y el campo de Lijevče al norte. La parte central de la parroquia estaba situada en la zona de la actual Bania Luka. Zemljanik se menciona por primera vez en fuentes históricas en 1287, en una carta del ban bosnio Prijezda I, en la que otorga la parroquia de Zemljanik como dote a su hija y su esposo Esteban Babonić, junto con todas sus aldeas y siervos.

## Ubicación e historia
La parroquia de Zemljanik era la parte más noroccidental del Banato medieval de Bosnia y abarcaba el territorio desde el río Vrbas, incluyendo Majdan, Kmećani, Vilusi, Hazići, Pavići, Sokolovo cerca del río Sana, Stražica, Orahovljani y Ponikve (Ponora). Al oeste, limitaba con la parroquia de Sana, al sur con las parroquias de Luka y Banica, al este con la parroquia de Vrbanja y al noreste con la parroquia de Glaž.
Durante la migración de los eslavos a la península balcánica, el área de la parroquia de Zemljanik fue poblada por serbios y formó parte de Serbia hasta el siglo X, cuando fue tomada por el Imperio bizantino. Más tarde, volvió al dominio serbio bajo el rey Constantino Bodin. Tras la muerte del rey Bodin, la parroquia pasó a manos de los húngaros y luego nuevamente de los bizantinos hasta 1188. A partir del reinado del ban Kulin, la parroquia quedó más estrechamente ligada al Banato de Bosnia.
Con el fortalecimiento y la expansión de las posesiones de la casa noble de Babonić, que tenía pretensiones sobre la cuenca del Vrbas, el ban Prijezda I Kotromanić, en un movimiento estratégico para fortalecer su posición diplomática, concertó un matrimonio entre su hija y el hijo mayor del ban Esteban III Babonić. Así, la parroquia aparece mencionada por primera vez en documentos históricos en la carta de donación del ban Prijezda, fechada el 8 de mayo de 1287, cuando entrega la parroquia de Zemljanik como dote a su hija y su esposo Esteban Babonić.
Fragmento de la carta del ban Prijezda:

«En nombre de la Santa Trinidad y su indivisible unidad. Nosotros, Prijezda, por la gracia de Dios ban de Bosnia, enviamos saludos a todos los fieles de Cristo. Dado que lo que los gobernantes hacen y ejecutan con gran poder siempre debe ser respetado por los fieles súbditos, queremos que, con este documento, todos sepan que, con plena conciencia y deseo de nuestro corazón, tal como corresponde que un padre actúe con su amado hijo, y con la buena voluntad de nuestros hijos. Stjepan, Prijezda y Vuk, así como con el consentimiento de los nobles y la nobleza de nuestro estado, hemos concedido, donado y asignado a nuestro querido yerno e hijo en Dios, el hijo mayor del noble y honorable ban Stjepan, ya nuestra querida hija, su esposa, ya a través de ellos a sus herederos y descendientes, la totalidad de nuestra tierra, es decir, toda la parroquia llamada Zemljanik, con todos sus ingresos y pertenencias, aldeas y habitantes, para que la posean con derecho perpetuo, irrevocable, libre, seguro y en su totalidad, en paz y tranquilidad, dentro de los límites y fronteras en los que nuestros antepasados, así como nosotros mismos, la hemos poseído hasta ahora».

No se sabe con certeza cuánto tiempo los Babonić mantuvieron la parroquia bajo su dominio, pero fueron desplazados por los Hrvatinić, quienes tomaron el control de la región en 1323.  Zemljanik se menciona por última vez en 1434 en una carta del duque de Donji Kraji, Juraj, sobrino del gran duque Hrvoje.